# 翁岛站
翁岛站（日语：／ Okinashima eki */?）位于福岛县耶麻郡猪苗代町大字磐根中，是东日本旅客铁道（JR東日本）管辖的磐越西线上的鐵路車站。

## 历史
- 1899年7月15日 - 作为岩越铁道车站投入运营[2]。
- 1906年11月1日 - 岩越铁道国有化。
- 1915年9月 - 醫學家野口英世返乡。当地居民在车站欢迎。
- 1963年3月1日 - 停止办理货运业务。
- 1972年9月1日 - 停止办理行李托运业务。
- 1983年3月10日 - 伴随磐越西线CTC化，成为无人站。
- 1984年9月26日 - 御用列车停靠，昭和天皇夫妇下车。
- 1987年4月1日 - 国铁分割民营化后成为JR东日本车站。

## 车站结构
侧式站台2台2线的地上车站。两个站台间通过站内道口连接。
会津若松站管理的无人站。

### 站台配置
| 站台 | 路线      | 方向 | 目的地               |
| ---- | --------- | ---- | -------------------- |
| 1    | ■磐越西线 | 下行 | 会津若松、喜多方方向 |
| 2    | ■磐越西线 | 上行 | 猪苗代、郡山方向     |

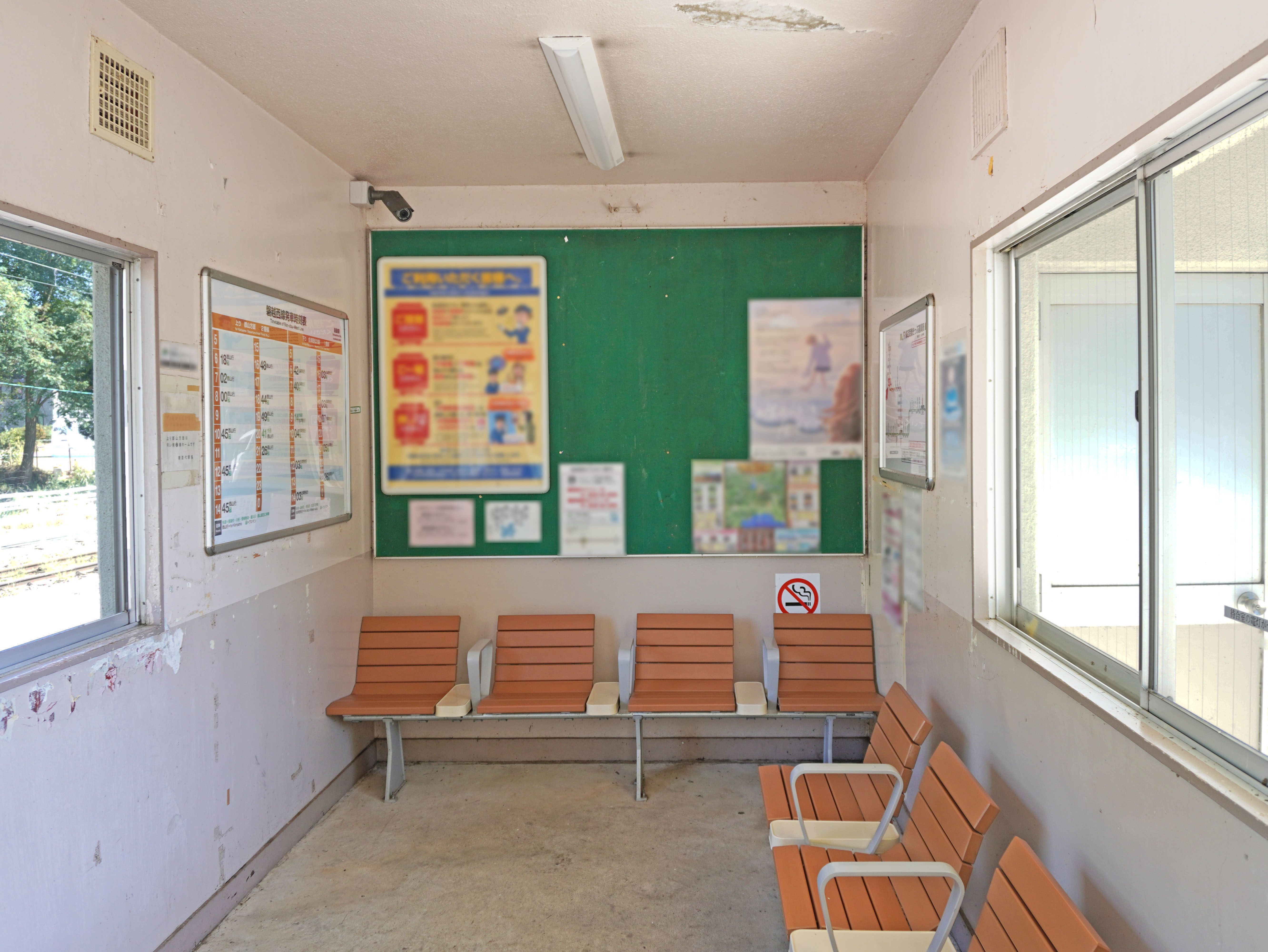
候車室（2022年9月）
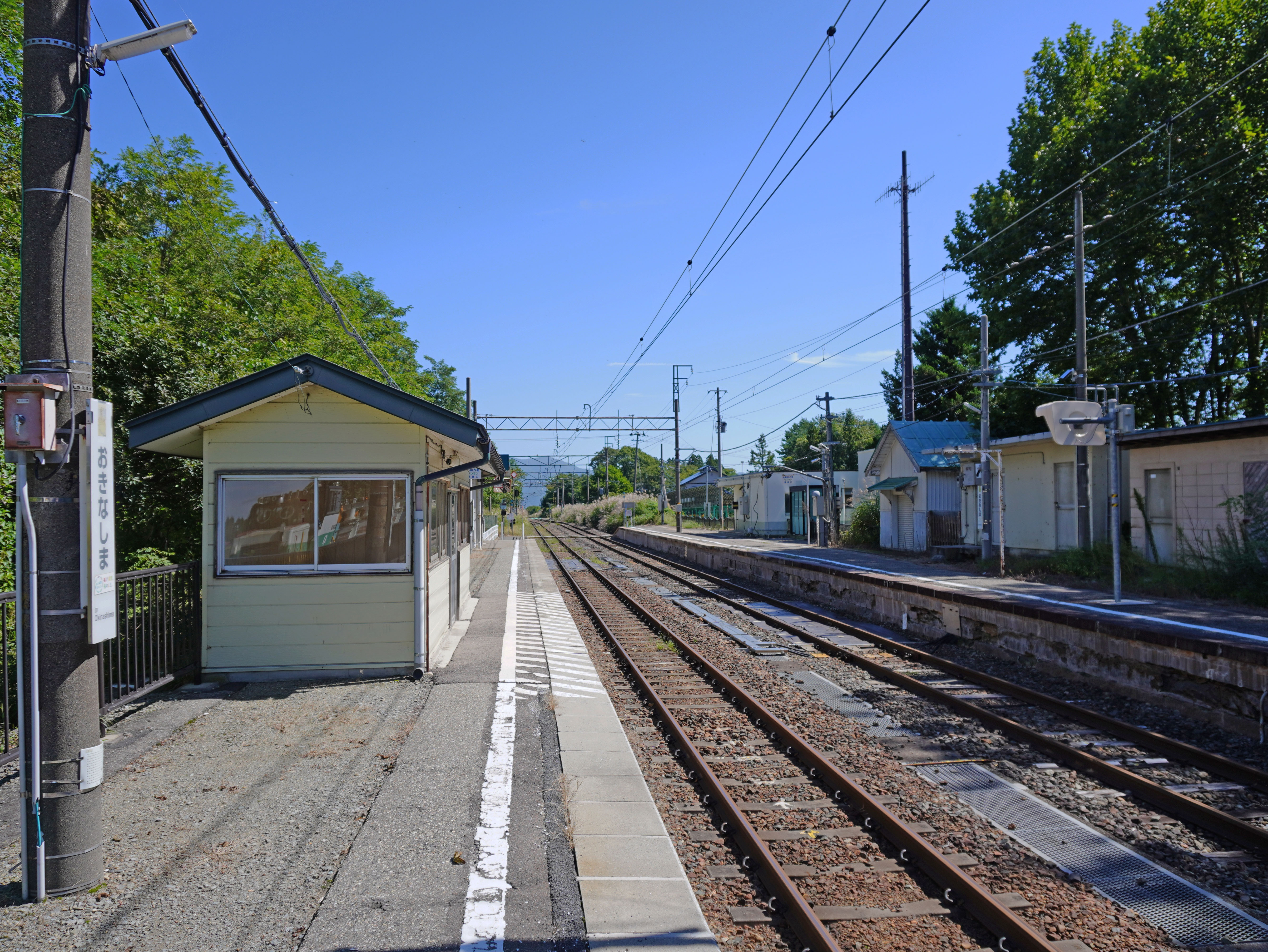
月台（2022年9月）
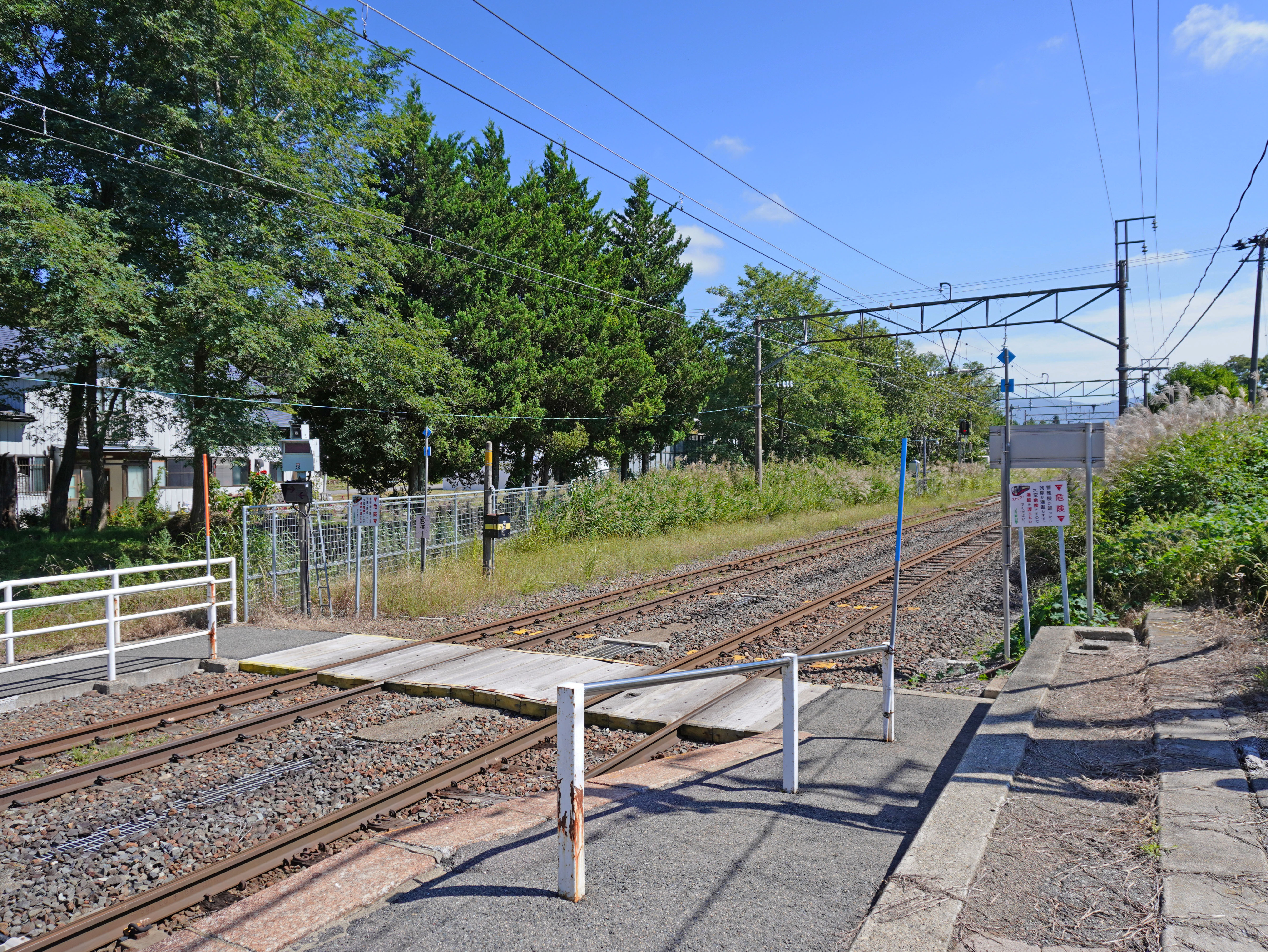
站内的平交道（2022年9月）

## 相鄰車站
東日本旅客鐵道
■磐越西線
□快速（部分列车停车）、■普通
猪苗代 - 翁岛 - （更科信号场） - 磐梯町